# Verner Eklöf
Verner Edmund Eklöf (ur. 8 marca 1897 w Helsinkach, zm. 2 grudnia 1955 tamże) – fiński piłkarz grający na pozycji napastnika i kombinator norweski.

## Kariera piłkarska
Eklöf zagrał w 32 meczach dla reprezentacji Finlandii w latach 1919-1927, w których strzelił 17 goli. W swojej karierze grał dla Helsingfors IFK (1913-1920) i HJK Helsinki (1920-1927), z którym został mistrzem kraju w 1923 i 1925. Jego transfer do HJK jest uważany za pierwszy poważny transfer w historii fińskiej piłki nożnej. Sędziował też dwa towarzyskie mecze piłkarskie – Łotwa-Estonia 24 września 1922 i Estonia-Polska 25 września 1923.

## Kombinacja norweska
Eklöf wystartował na zimowych igrzyskach w 1924 jako kombinator norweski. Zajął 9. miejsce. Jest pierwszym w historii mistrzem Finlandii w tej dyscyplinie – wygrał mistrzostwa kraju w 1923 i 1924 roku.

## Bandy
Eklöf rozegrał 3 mecze w reprezentacji Finlandii w bandy.

## Literatura dodatkowa
- Helsingin merkittävimmät jääpalloseurat. W: Pekka Anttinen: Sata vuotta helsinkiläistä jääpalloa. Helsinki: Botnia-69 ry, 2007, s. 44. ISBN 978-952-92-2805-8. (fiń.).